# Clematis montana
Clematis montana là một loài thực vật có hoa trong họ Mao lương. Loài này được Buch.-Ham. ex DC. mô tả khoa học đầu tiên năm 1817.

## Hình ảnh

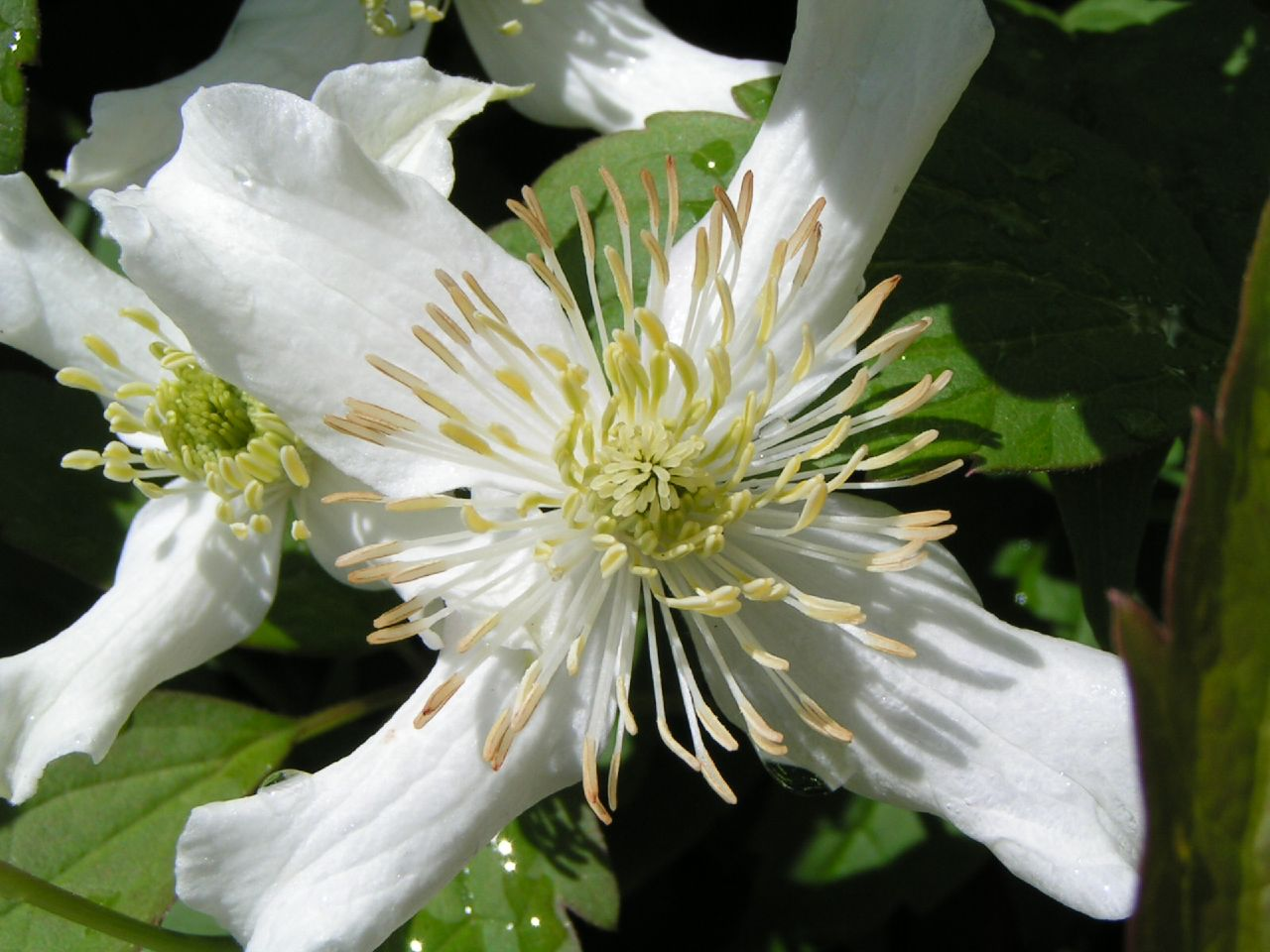
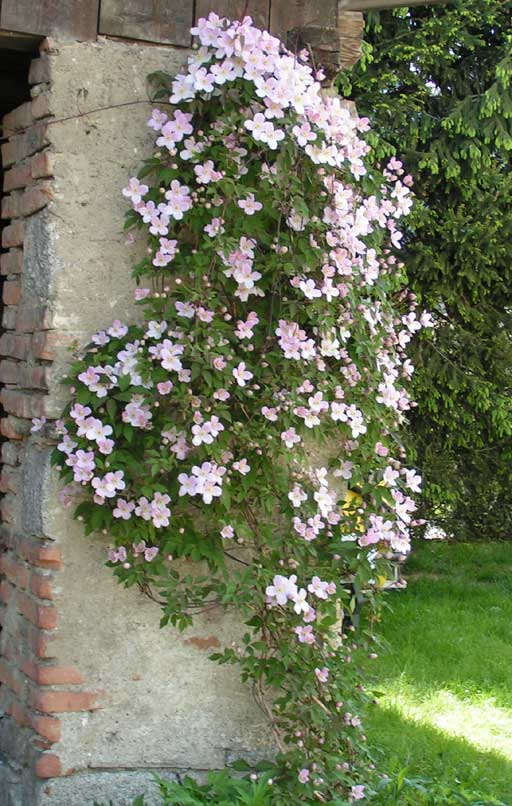
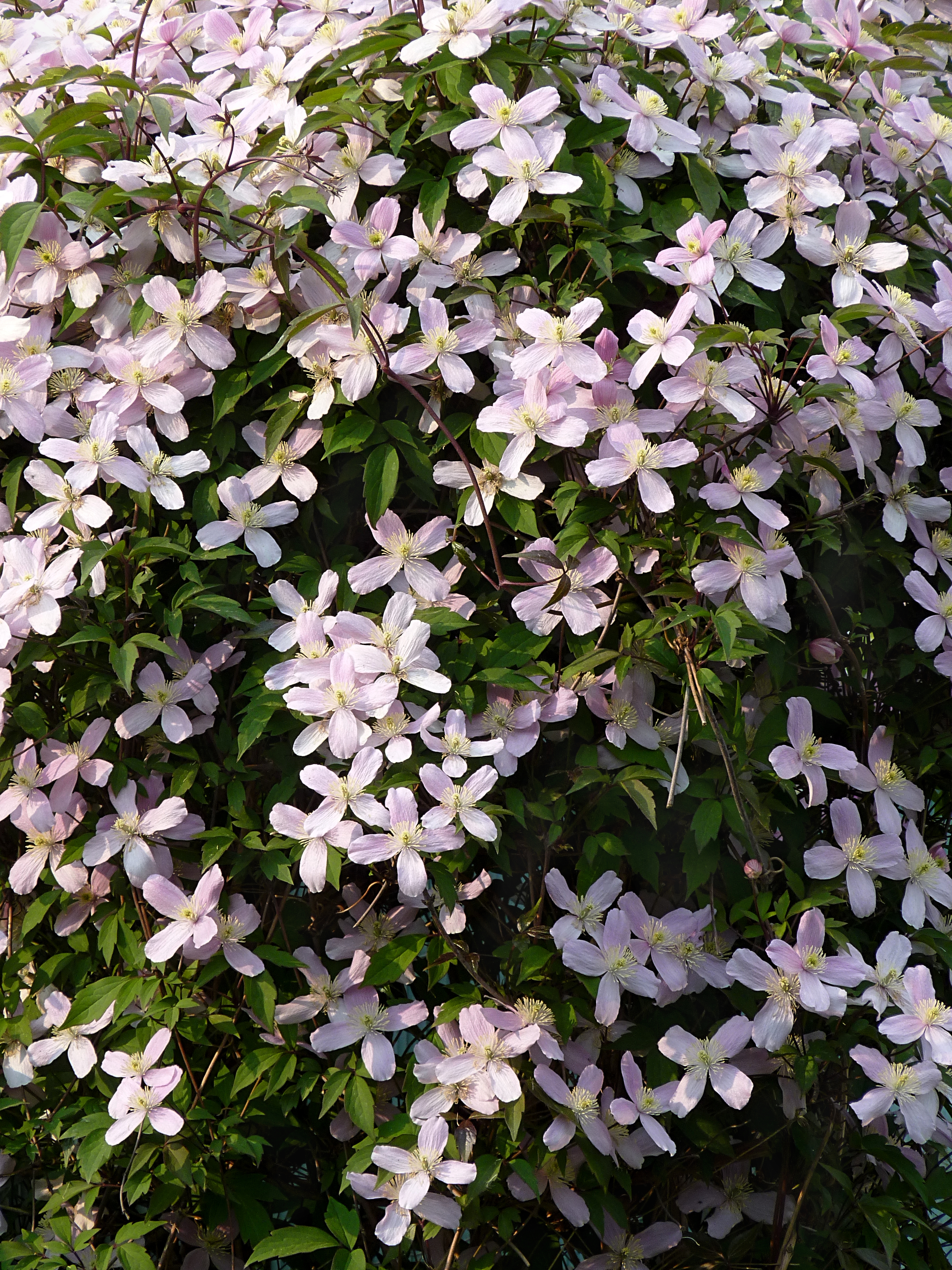
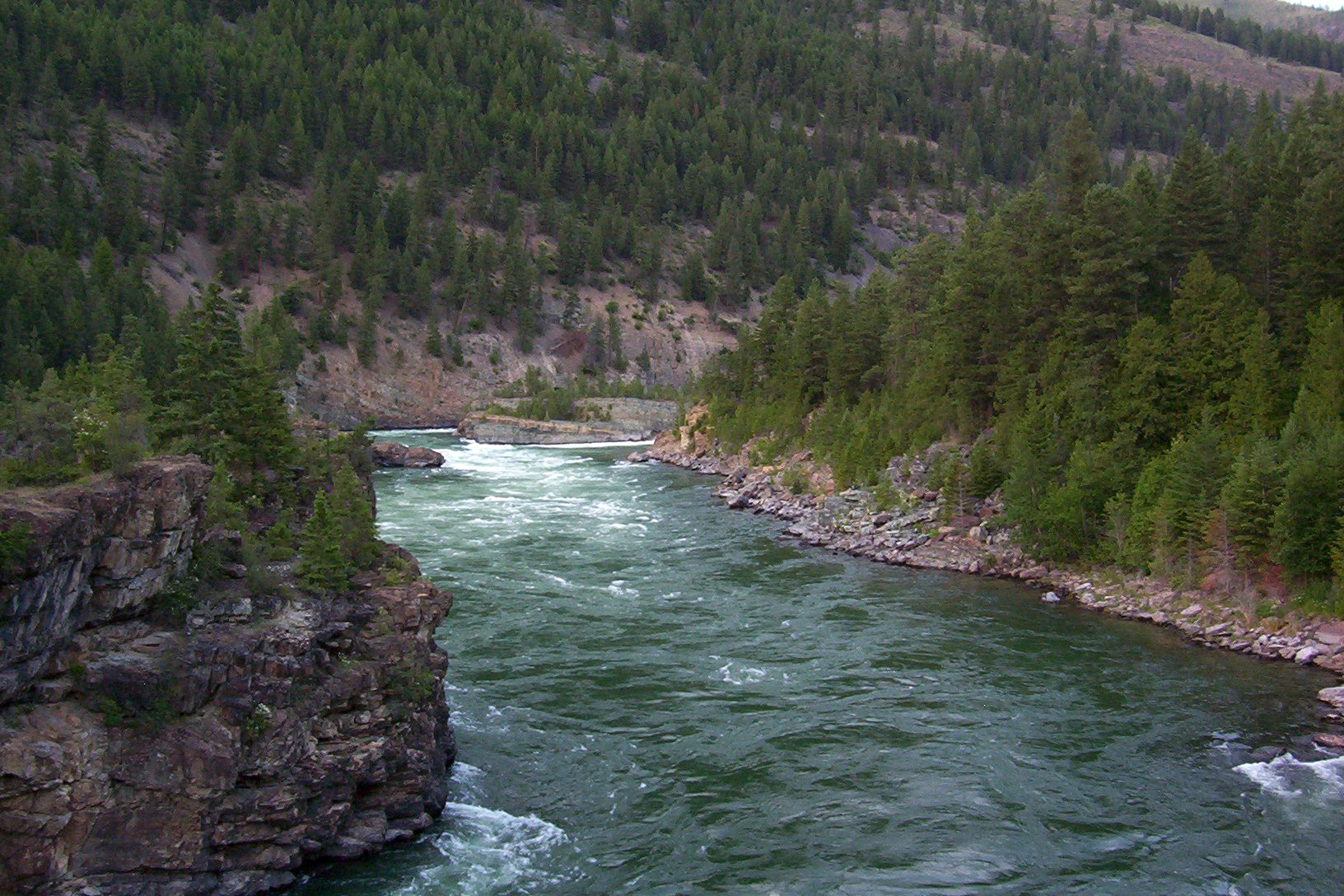